# Trastornos del espectro autista en los medios de comunicación
Los trastornos del espectro autista (TEA) o condiciones del espectro autista (CEA) aluden a un rango de condiciones clasificadas en el DSM-5 (Manual diagnóstico y estadístico de los trastornos mentales, empleado por la Asociación Estadounidense de Psiquiatría) como trastornos del desarrollo neurológico. Al igual que sucede con muchas condiciones y personas neurodivergentes, la imagen popular de las personas autistas y del propio autismo se basa a menudo en representaciones erróneas en los medios de comunicación. Asimismo, la información sobre el autismo que aparece en los medios de comunicación pueden fomentar las pseudociencias, como el movimiento antivacunas o la comunicación facilitada. 
Desde los años 70, se ha hecho más frecuente la representación ficticia de personas con autismo, Síndrome de Asperger y otras CEA. A menudo, la percepción del público sobre el autismo se basa en estas descripciones ficticias en novelas, biografías, películas y series de televisión. Estas representaciones del autismo en los medios de comunicación de hoy día se efectúan, a menudo, de manera que despierten la compasión del público y su preocupación al respecto; porque su punto de vista nunca se muestra realmente, dejando al público sin conocimiento sobre el autismo y su diagnóstico. Las representaciones en los medios de comunicación de personajes con habilidades atípicas (por ejemplo, la capacidad de multiplicar cifras elevadas sin usar una calculadora) pueden ser malinterpretadas por los espectadores como representaciones exactas de todas las personas con autismo y del propio autismo. James MacGrath escribe que el estereotipo de los individuos autistas como compententes en matemáticas y ciencias, con versión a la ficción, está ampliamente sobrerrepresentado en la literatura.

## Ficción
Desde los años 60, han aparecido en película, televisión y formato impreso varios personajes que podrían cumplir los requisitos para estar "en el espectro autista". Se han presentado personajes canónicamente descritos como abiertamente autistas, o diseñados teniendo en mente una de las muchas CEA existentes.

## No ficción
- Childrens of the Stars (2007) es un galardonado documental sobre los niños con autismo en China. La película examina las dificultades que experimentan los padres de los niños con autismo y la falta de recursos a escala internacional para estas familias.[9]
- Autism: The Musical (2007) es un documental sobre las vidas de varios niños autistas y sus familias, mientras los niños escriben y montan una obra de teatro. La película ganó varios precios, incluidos dos Premios Emmy.[10][11] La película gira entorno The Miracle Project, una organización sin ánimo de lucro dedicada a proveer de una válvula de escape creativa a niños autistas.
- The Horse Boy (2009) son un libro y un documental (publicados el mismo año) que siguen el viaje a Mongolia de la familia Isaacson para ayudar a su hijo autista.
- Temple Grandin (2010) es una dramatización biográfica sobre la famosa defensora de los derechos de los autistas Temple Grandin.
- X+Y(2014) es una película cuyo protagonista, Nathan Ellis, está basado en el genio Daniel Lightwing, que tiene Síndrome de Asperger.
- La gran apuesta (2015) es una película sobre la crisis de 2008 que se centra considerablemente en el gestor de los fondos de cobertura Michael Burry, interpretado por el actor inglés Christian Bale en un papel destacado. Burry cree estar en el espectro autista, con Síndrome de Asperger. No se revela en el transcurso de la película, pero se insinúa claramente.[12]
- Chicos de otro planeta (2013) es un documental sobre adultos jóvenes con Asperger en Chile. La película está narrada por el actor chileno Grex.
- The Autistic Gardener (2015) es una serie documental del Canal 4 en la que un grupo de personas autistas se dedica a rediseñar jardines.[13]
- Girls with autism (2015)[14] es un documental sobre tres chicas en Lipsfield Grange,[15] una institución de educación especializada en Reino Unido.
- The Autistic Buddha (2017) es una novela de no ficción sobre el viaje de una persona autista de Alemania a China, y acerca de lo que aprendió de la experiencia.[16]
- The Autistic Brothers (2018) es una novela de no ficción escrita por una persona con autismo de alto funcionamiento. Este libro objeta varios mitos sobre el autismo.[17][18]
- Aspe-Chan es una tira cómica crada por un usuario de Twitter japonés, @akagikuri, en la que aparece un personaje con síndrome de Asperger y enseña a cómo entender qué es.[cita requerida]

## Teoría de la vacuna de la triple vírica
La vacuna de la triple vírica fue sujeto de controversia a raíz de la publicación de un artículo publicado en 1998 por Andrew Wakefield et al (del que ya se han retractado). En 2010, el Colegio Médico General halló que la investigación de Wakefield era "deshonesta"; en 2011, The BMJ la declaró fraudulenta.
En marzo de 2007, la BioMed Central postuló que los informes de prensa sobre el estudio de Wakefield habían "dado la impresión engañosa de que la relación con el autismo era tan considerable como las pruebas en contra". Artículos previos publicados en Communication in Medicine y en The BMJ llegaban a la conclusión de que los informes de prensa reflejaban un retrato engañoso sobre el apoyo a la teoría de Wakefield.
PRWeek se percató de que, una vez Wakefield fue retirado del registro médico por mala praxis en mayo de 2010, el 62% de los encuestados sobre la polémica de la vacuna de la triple vírica constataron no haber tenido la impresión de que la prensa realizara reportajes responsables sobre problemas sanitarios.
Un artículo del New England Journal of Medicine en el que se investigaba la historia de los antivacunas dijo que la oposición a las vacunas ha existido desde el siglo XIX, pero que "ahora, los medios de comunicación elegidos normalmente por los antivacunas son la televisión e Internet, incluidas las redes sociales, que acostumbran a influir en la opinión pública y distraer la atención de la evidencia científica":
El papel de los medios de comunicación en el sensacionalismo respecto a la vacuna de la triple vírica se discutió en el BMJ.

The original paper has received so much media attention, with such potential to damage public health, that it is hard to find a parallel in the history of medical science. Many other medical frauds have been exposed, but usually more quickly after publication and on less important health issues. 

(El artículo original recibió tanta atención mediática, con tanto potencial para dañar la salud pública, que es difícil encontrar un paralelismo en la historia de la ciencia médica. Se han expuesto muchos otros fraudes médicos, pero normalmente mucho más rápido tras su publicación, y respecto a problemas sanitarios menos importantes.)

También se suscitó la preocupación respecto al papel de los periodistas que informaban acerca de teorías científicas "que apenas se encuentran en disposición de cuestionar y comprender". Neil Cameron, historiador especializado en historia de la ciencia, en un escrito para la Montreal Gazette, calificó la controversia de un "fracaso del periodismo" que había dado como resultado muertes innecesarias, diciendo que 1) The Lancet no debería haber publicado un estudio basado en "resultados estadísticamente insignificantes" de solamente 12 casos; 2) la revista satírica Private Eye había continuado la cruzada antivacunas, y 3) los rumores de padres preocupados y famosos "papanatas" azuzaban los miedos generalizados. The Gazette también denunció que:

There is no guarantee that debunking the original study is going to sway all parents. Medical experts are going to have to work hard to try to undo the damage inflicted by what is apparently a rogue medical researcher whose work was inadequately vetted by a top-ranked international journal.
(No hay garantías de que desmentir el estudio original vaya a persuadir a todos los padres. Los expertos en medicina van a tener que trabajar duro para intentar deshacer el daño que ha infligido quien aparentemente es un investigador médico dudoso, cuyo trabajo fue aprobado inadecuadamente por una publicación internacional de alto nivel.)

## Comunicación facilitada e indicaciones rápidas
Existen muchos libros y películas que promueven como legítimas las técnicas de la comunicación facilitada y de las indicaciones rápidas, científicamente desacreditadas.

### Películas
- Annie's Coming Out (Una prueba de amor)
- Autism Is a World
- Deej
- Wretches & Jabberers

### Libros
- La razón por la que salto
- Fall Down 7 Times Get Up 8
- Representación del trastorno del espectro autista (TEA) en las series de ficción como una herramienta de educación y visibilización[32]

## Personas destacadas
Algunas personalidades destacadas, como la escritora y diseñadora de sistemas para la manipulación de animales estadounidense Temple Grandin; el escritor, crítico musical y ganador del Premio Pulitzer americano Tim Page y la activista mediomabiental sueca Greta Thunberg son autistas. Thunberg, que inició en agosto de 2018 el movimiento "Fridays For Future", ha explicado cómo el "don" de tener Síndrome de Asperger la ayuda a "ver las cosas de manera original" en lo que respecta al cambio climático. En una entrevista con Nick Robinson, locutor del programa Today, de la BBC Radio 4, la activista de entonces 16 años dijo que el autismo la ayuda a ver las cosas en "blanco y negro". Ella prosiguió diciendo:

It makes me different, and being different is a gift, I would say. It also makes me see things from outside the box. I don't easily fall for lies, I can see through things. I don't think I would be interested in the climate at all, if I had been like everyone else. Many people say that it doesn't matter, you can cheat sometimes. But I can't do that. You can't be a little bit sustainable. Either you're sustainable, or not sustainable. For way too long the politicians and people in power have got away with not doing anything at all to fight the climate crisis and ecological crisis, but we will make sure that they will not get away with it any longer.

(Me hace diferente, y ser diferente es un don, diría yo. También me hace ver las cosas de manera original. No se me pilla fácilmente con mentiras; puedo ver a través de las cosas. No creo que hubiera estado en absoluto interesada en el clima, si hubiera sido como cualquier otra persona. Mucha gente dice que no importa, que a veces puedes engañar. Pero yo no puedo hacer eso. No puedes ser solo un poquito sostenible. O eres sostenible o no lo eres. Durante demasiado tiempo, los políticos y personas a cargo se han salido con la suya sin hacer nada para luchar contra la crisis climática y ecológica, pero nosotros vamos a asegurarnos de que no volverán a salirse con la suya.)

Además, la especulación mediática sobre si algunas personalidades contemporáneas están en el espectro se ha hecho popular recientemente. La revista New York  ha informado sobre algunas ejemplos, entre los que se incluye que la revista Time insinuó que Bill Gates es autista, y el biógrafo de Warren Buffet escribió que su prodigiosa memoria y su "fascinación por los números" le daban "un aura vagamente autista". La revista también informó de que el doctor Drew Pinsky, del programa Celebrity Rehab, consideraba al jugador de baloncesto Dennis Rodman como candidato a un diagnóstico de Asperger, y el especialista de la Universidad de California en los Ángeles consultado "pareció estar de acuerdo". Nora Ephron criticó estas conclusiones, escribiendo que los diagnósticos especulativos populares insinúan que el autismo es "una epidemia, o algo abiertamente sobrediagnosticado que antes se llamaba de otra manera". Thomas Sowell ha criticado el diagnóstico de Gates de la revista Time, diciendo que quienes lo están diagnosticando no lo han visto en persona. Paul Steinberg ha criticado también las descripciones literarias de Buffet y Page como autistas, señalando que estos hombres pueden equilibrarse de manera más completa que un niño o adulto con deficiencias en el lenguaje y déficits cognitivos realmente autista.